# Аль-Адият
Аль-’Адия́т (араб. العاديات — Скачущие) — сотая сура Корана. Сура мекканская.  Состоит из 11 аятов.

## Содержание
В начале суры Аллах клянётся, что человек слишком неблагодарен своему Господу за милость, которую он ему оказал, и в будущей жизни он сам будет свидетельствовать против себя в том, что он совершил. Далее говорится, что человек из-за сильной любви к богатству скупится расходовать его и стремится к его накоплению. В конце суры Аллах напомнил людям о воскрешении, обращая их внимание на расплату и воздаяние.

 Клянусь скачущими запыхаясь! ۝ Клянусь высекающими искры копытами! ۝ Клянусь нападающими на заре! ۝ Тем самым они поднимают столб пыли ۝ и врываются с ним (со столбом пыли или с всадником) в гущу. ۝ Воистину, человек неблагодарен своему Господу, ۝ и он сам является тому свидетелем. ۝ Воистину, он страстно любит блага. ۝ Неужели он не знает, что, когда будет опрокинуто то, что в могилах, ۝ и когда обнаружится то, что в груди, ۝ в тот день Господь их будет осведомлён о них? 
—  100:1—11 (Кулиев)